# Marcus Stewart
Pour les articles homonymes, voir Stewart.
William Marcus Paul Stewart, de son nom de naissance William Marcus Paul Tubbs, mais couramment appelé Marcus Stewart (Tubbs est le nom de son père, Stewart le nom de son beau-père), est un footballeur puis entraîneur anglais, né le 7 novembre 1972 à Bristol. Évoluant au poste d'avant-centre, il est principalement connu pour ses saisons à Bristol Rovers, Huddersfield Town, Ipswich Town, Sunderland, Yeovil Town et Exeter City.

## Biographie

### Carrière de joueur
Natif de Bristol, il commence sa carrière en 1991 dans l'un des deux clubs de la ville, les Bristol Rovers. Il s'y impose rapidement comme un avant-centre prolifique, marquant 57 buts en 171 matches de championnat de D2 et de D3. Il termine la saison 1995-96 meilleur buteur de son club avec 21 réalisations.
Il est recruté en 1996 par Huddersfield Town, y passant 4 saisons en First Division. Ses statistiques progressent encore, avec 58 buts en 133 matches de championnat. Il termine meilleur buteur du club à deux occasions, en 1997-98 avec 16 buts et en 1998-99 avec 26 buts. Il devient l'un des chouchous des supporteurs et c'est pour eux une grande déception quand il est transféré au club rival d'Ipswich Town avant la fin de la saison 1999-2000, d'autant plus que Huddersfield et Ipswich sont alors à la lutte pour obtenir la promotion en Premier League. C'est finalement Ipswich Town, le nouveau club de Stewart, qui obtient la promotion au détriment de son ancien club, les buts qu'il a inscrits lors du sprint final n'étant pas étranger à ce succès.
Avec son nouveau club, il découvre donc le plus haut niveau du football anglais, jouant pendant deux saisons en Premier League. Il confirme tous les espoirs placés en lui, terminant les deux fois meilleur buteur du club : en 2000-01 avec 21 buts (dont 19 en championnat, ce qui fait de lui le 2e meilleur buteur de Premier League cette saison-là), et en 2001-02 avec 10 buts (à égalité avec Marcus Bent).
Sa première saison avec Ipswich Town est aussi couronnée d'une 5e place, ce qui qualifie le club en Coupe UEFA pour la saison suivante. Ils passeront deux tours, éliminant le club russe du Torpedo Moscou puis les Suédois d'Helsingborgs avant d'être éliminés par les italiens de l'Inter Milan.
Malheureusement, la deuxième saison de Stewart à Ipswich Town est moins réussie, avec uniquement 6 buts en championnat et une relégation à la clé en D2 pour le club. Stewart est alors transféré à Sunderland.
Il y reste trois saisons, la première en Premier League et les deux suivantes en D2, deux saisons à l'issue desquelles il termine meilleur buteur du club (14 buts en 2003-04 et 16 buts en 2004-05). Cette dernière saison voit d'ailleurs Sunderland remporter le championnat de D2 et obtenir la promotion. Toutefois, à 33 ans, il se sent trop vieux pour repartir sur des matches de Premier League et Sunderland accepte de le libérer de son contrat pour qu'il se trouve un club dans des divisions inférieures.
Il choisit de revenir dans sa ville natale, s'engageant pour le club qu'il supportait enfant, Bristol City. Il aura ainsi connu les deux clubs de la ville, après avoir commencé sa carrière aux Bristol Rovers. En mars 2006, il est prêté à Preston North End pour la fin de la saison 2005-06. À son retour à Bristol City, l'entraîneur et le président lui font savoir qu'il n'entre plus dans les plans du club et il est invité à se chercher un nouveau club.
Ainsi, en août 2006, il rejoint Yeovil Town, d'abord en prêt, puis de manière définitive à partir de janvier 2007. Il y reste encore une saison et demie avant de s'engager, le 14 juillet 2008, pour Exeter City qui vient d'être promu en League Two. Dans ce club, il commence à songer à sa reconversion, s'impliquant dans l'encadrement technique du club. À partir de février 2009, il devient officiellement entraîneur-adjoint du club tout en y restant joueur.
Alors qu'il était prévu que Stewart prenne sa retraite de joueur à l'issue de la saison 2008-09 pour se consacrer uniquement à son nouveau rôle d'entraîneur-adjoint, l'obtention de la promotion en League One lui donne envie de continuer l'aventure et il prolonge son contrat. Cette saison supplémentaire lui donne l'occasion de marquer son 250e but officiel, le 22 août 2009, dans un match de League One contre Carlisle United. S'il avait pris sa retraite comme prévu à l'issue de la saison 2008-09, il serait resté à 249 buts inscrits. Finalement, il décide de mettre un terme à sa carrière de joueur en avril 2011, son dernier match étant une victoire 2-0 contre le club de ses débuts, Bristol Rovers.

### Carrière d'entraîneur
Après sa retraite de joueur, il se consacre à plein temps à son rôle d'entraîneur-adjoint à Exeter City. En juillet 2012, il rejoint son club formateur, Bristol Rovers, pour y occuper le poste d'entraîneur des équipes de jeunes.

## Palmarès
- Ipswich Town :
  - Vainqueur des play-offs de promotion de First Division en 1999-2000
- Sunderland :
  - Champion de D2 anglaise en 2004-05